# James B. Donovan
James Britt Donovan (29 de febrero de 1916 - 19 de enero de 1970) fue un político, abogado y exmilitar estadounidense. Es reconocido por las negociaciones en 1962 para el intercambio de los prisioneros Francis Gary Powers, piloto del U-2, y Rudolf Abel, espía soviético, entre Estados Unidos y la Unión Soviética; y la posterior negociación por 1,113 prisioneros en Cuba, capturados en la fallida invasión a la bahía de Cochinos.

## Vida
En 1950 era socio del bufete de abogados de Nueva York Watters & Donovan. En 1957 defendió al espía soviético Rudolf Abel, después de que muchos abogados rechazaran hacerlo. Donovan perdió el juicio, pero evitó la pena de muerte. De 1961 a 1963, fue vicepresidente del Consejo de Educación de Nueva York, y de 1963 a 1965 fue presidente.
En 1962 fue el mediador del intercambio entre Rudolf Abel y el piloto estadounidense Francis Gary Powers, realizado con éxito en la mañana del 10 de febrero sobre el puente Glienicke, que une Alemania Oriental y Alemania Occidental.
En junio de 1962 fue contratado por el exilado cubano Pérez Cisneros, que le pidió ayuda para las negociaciones para libertar 1 113 prisioneros de la fracasada invasión de bahía de Cochinos. Pocos meses después de ese contacto con Cisneros, el abogado fue a Cuba donde se encontró con Fidel Castro.
En sus últimos años, Donovan fue presidente del Pratt Institute. Estaba casado con Maria E. McKenna desde 1941, con quien tuvo un hijo y tres hijas. Murió de un ataque cardíaco el 19 de enero de 1970 en el Hospital Metodista de Nueva York.

## En la cultura popular
En 2015 en la película Bridge of Spies, dirigida por Steven Spielberg, Donovan fue interpretado por Tom Hanks.